# Hemelytroblatta aethiopica
Hemelytroblatta aethiopica är en kackerlacksart som först beskrevs av Lucien Chopard 1929.  Hemelytroblatta aethiopica ingår i släktet Hemelytroblatta och familjen Polyphagidae.
Artens utbredningsområde är Etiopien. Inga underarter finns listade i Catalogue of Life.